# Soul Punch
『Soul Punch』（ソウルパンチ）は、2005年7月6日にAlmond Eyesから発売されたクレイジーケンバンド7枚目のオリジナル・アルバム。

## 解説
DISC-1はCDで、アイキャッチを含め21曲を収録。
DISC-2はDVDで、下記の2曲のミュージック・ビデオとなっている。
2015年2月25日にアナログ盤が発売された。

## 収録曲
全作詞・作曲：横山剣

### DISC-1
1. 男の滑走路
  - ストリングスとホーンセクションからなるフルオーケストラを前面に押し出した、1950年代のジャズを彷彿とさせる作品。
2. 本牧パレード -eye catch-
3. 魂拳 -Soul Punch-
4. 逆輸入ツイスト
5. 京浜狂走曲
6. Sweet Seoul Tripper
7. 37℃
8. Loco Loco Sunset Cruise
9. American Dream
10. 横山自動車
11. Almond Jerry
12. ロドリゲス兄弟
13. フジヤマ・キャラバン
14. 本牧通りのCKB -eye catch-
15. Transistor Gramour Girl
  - TOKIOに提供した楽曲のセルフカヴァー。
16. Summer Freese
17. Chatango Cha Cha Cha
18. タイガー&ドラゴン -完全版-
  - 4thアルバム「グランツーリズム」収録盤・シングル盤は曲の最後がフェードアウトで終わるが、本作はライヴなどで演奏されるのに忠実な後奏付。
19. 本牧埠頭に車を捨てないで! -eye catch-
20. 流星ドライヴ
21. California Roll

### DISC-2 DVD
1. HONMOKU Life Style
2. 男の滑走路 PV